# Centromyrmex
Centromyrmex és un gènere de formigues de la subfamília dels ponerins (Ponerinae). Són depredadores de tèrmits.

## Espècies
El gènere Centromyrmex inclou 15 espècies, cap d'elles és present a la península Ibèrica:
- Centromyrmex alfaroi Emery, 1890
- Centromyrmex angolensis Santschi, 1937
- Centromyrmex bequaerti (Forel, 1913)
- Centromyrmex brachycola (Roger, 1861)
- Centromyrmex decessor Bolton& Fisher, 2008
- Centromyrmex ereptor Bolton& Fisher, 2008
- Centromyrmex feae (Emery, 1889)
- Centromyrmex fugator Bolton& Fisher, 2008
- Centromyrmex gigas Forel, 1911
- Centromyrmex hamulatus (Karavaiev, 1925)
- Centromyrmex longiventris Santschi, 1919
- Centromyrmex praedator Bolton& Fisher, 2008
- Centromyrmex raptor Bolton& Fisher, 2008
- Centromyrmex secutor Bolton& Fisher, 2008
- Centromyrmex sellaris Mayr, 1896